# Jonathan Pérez Olivero
Jonathan Pérez Olivero, més conegut com a Jotha (Tinajo, 6 de juny de 1982) és un futbolista canari, que ocupa la posició d'extrem.

## Trajectòria esportiva
Format al CD Tinajo, a la UD Lanzarote i a la UD Las Palmas, seria cedit la temporada 01/02 a l'altre equip gran canari, la Universidad de Las Palmas CF. De nou a Unión Deportiva, hi debuta amb els grocs a la Segona Divisió, la temporada 03/04.
L'any següent és fitxat pel Reial Madrid, que l'hi incorpora al seu filial, el Castilla. La temporada 04/05 hi debuta a la màxima categoria amb els del Santiago Bernabéu. De nou al segon conjunt madridista, hi disputa la Segona Divisió.
També militaria a la categoria d'argent amb la SD Ponferradina. A partir del 2007, retorna a les Canàries, jugant en equips com la Universidad, l'Orientación Marítima o el Lanzarote.